# Jean-Michel Nectoux
Pour les articles homonymes, voir Nectoux.
Jean-Michel Nectoux, né le 20 novembre 1946 au Raincy en Seine-Saint-Denis, est un musicologue français, spécialiste de Fauré et de Debussy.

## Biographie
Après ses études parisiennes de 1964 à 1968, il étudie la musicologie avec Yves Gérard et l'esthétique musicale avec Vladimir Jankélévitch à la Sorbonne jusqu'en 1970, parallèlement à une formation à l'École Nationale Supérieure des Bibliothèques.
Il est ensuite successivement conservateur à la Bibliothèque de Versailles en 1970, puis au département de la Musique de la Bibliothèque nationale dès 1972, jusqu'en 1985 ; puis il est responsable des activités musicales au Musée d'Orsay jusqu'en 1997. En 1999, il est responsable du programme de valorisation des fonds d'iconographie musicale à l'Institut national d'histoire de l'art.
Il collabore au Répertoire international de littérature musicale (RILM) de 1972 à 1985 et à la Revue de musicologie (1979–1982). En 1980, il crée la collection « Harmoniques » chez Flammarion, dont il devient le directeur. Il est aussi producteur de nombreuses émissions pour France-Musique et à la Radio suisse romande.
Jean-Michel Nectoux centre ses recherches sur la musique française, mais aussi la littérature et les arts en général, de la période 1850 à 1925, étudiant plus particulièrement Proust, Mallarmé, Fauré, Debussy, Ravel, les Ballets russes et Igor Stravinsky. Il est considéré comme une autorité sur Fauré, sujet de sa thèse de doctorat en 1980.

## Écrits

### Monographies
- Jean-Michel Nectoux, Fauré, Paris, Seuil, coll. « Solfèges » (no 33), 1995 (1re éd. 1972), 256 p. (ISBN 2-020-23488-2, OCLC 896791)
- Jean-Michel Nectoux, Gabriel Fauré : les voix du clair-obscur, Paris, Flammarion, coll. « Harmoniques », 1990, 616 p. (ISBN 2-080-66291-0, OCLC 22336667, BNF 41258166)
- Jean-Michel Nectoux, Harmonie en bleu et or : Debussy, la musique et les arts, Paris, Fayard, 2005, 255 p. (ISBN 2-213-62609-X, OCLC 62223350)[3]
- Jean-Michel Nectoux, Mallarmé : un clair regard dans les ténèbres : peinture, musique, poésie, Paris, Adam Biro, 1998, 239 p. (ISBN 2-876-60229-6, OCLC 40654649, BNF 37028872)
- Brigitte François-Sappey (dir.) et Jean-Michel Nectoux, Olivier Greif Le Rêve du Monde, Aedam Musicae, 2013  (ISBN 9782919046157)[4]
- Jean-Michel Nectoux, Gabriel Fauré - Catalogue of Works, Kassel, Bärenreiter, 2018  (ISBN 978-3-7618-2229-6)[5]

### Catalogues d'expositions
- Jean-Michel Nectoux et Nicole Wild, Diaghilev : les ballets russes, Paris, Bibliothèque nationale, 1979, 166 p. (ISBN 2717714863, BNF 34622738, lire en ligne)Catalogue de l'exposition 17 mai au 29 juillet 1979
- François Lesure et Jean-Michel Nectoux, Maurice Ravel, Paris, Bibliothèque nationale, 1975, 78 p. (ISBN 2717712348, BNF 34570056, lire en ligne)
- Jean-Michel Nectoux et Yves Gérard, L'Après-midi d'un faune : Mallarmé, Debussy, Nijinsky, Paris, Éditions de la Réunion des musées nationaux, coll. « Dossiers du Musée d'Orsay » (no 29), 1989, 64 p. (ISBN 2711822486, OCLC 20690141, BNF 35021541)Catalogue de l'exposition présentée au musée d'Orsay du 14 février au 21 mai 1989.
- Jean-Michel Nectoux, L'Opéra de Monte-Carlo : au temps du prince Albert Ier de Monaco, Paris, Ministère de la culture/Réunion des musées nationaux, coll. « Dossiers du Musée d'Orsay » (no 38), 1990, 72 p. (ISBN 2711823210, OCLC 27186165)
- Jean-Michel Nectoux et Danièle Gutmann, Gustav Mahler : un homme, une œuvre, une époque, Paris, Bibliothèque nationale, 1985, 223 p. (ISBN 2905296003, OCLC 13269562)Catalogue de l'exposition du Musée d'art moderne de la ville de Paris, du 24 janvier au 31 mars 1985

### Articles
- Jean-Michel Nectoux, « Debussy entre Michel-Ange et Degas », Musica e arti figurative / a cura di Mario Ruffini,‎ 2008, p. 213–223 (ISBN 88-317-9517-1, OCLC 887371063)
- Jean-Michel Nectoux, « Incanto veneziano », Venise en France / École du Louvre,‎ 2006, p. 255–268 (ISBN 978-2-904187-18-6, OCLC 886913580)
- Jean-Michel Nectoux, « Voix, style, vocalité : les premiers interprètes de Fauré », D'un opéra l'autre,‎ ?, p. 133–140 (OCLC 610901646)
- Jean-Michel Nectoux, « Réflexions sur la mélodie avec orchestre : Duparc, Debussy, Fauré et quelques autres », "L'esprit français" und die Musik Europas,‎ ?, p. 692–700 (OCLC 605654126)
- Jean-Michel Nectoux et Stijn Alsteens, « Le faune et les sylphides : à propos d'un manuscrit inédit d'Ernest Ansermet sur Nijinski », La note bleue,‎ ?, p. 329–366 (OCLC 605610704)
- Jean-Michel Nectoux, « Chopin ou le temps retrouvé », Frédéric Chopin: interprétations,‎ ?, p. 173–192 (OCLC 605366715)
- Jean-Michel Nectoux et Jean-Jacques Eigeldinger, « Édouard Ganche et sa collection Chopin », Revue de la Bibliothèque nationale, no 7,‎ 7 mars 1983 (OCLC 461947182)

### Éditeur
- Jean-Michel Nectoux (éd.), Camille Saint-Saëns et Gabriel Fauré, Correspondance : soixante ans d'amitié, Paris, Société française de musicologie / Heugel, 1973, 133 p. (OCLC 2980684)Réédition Éditions Klincksieck, 1994.
- Gabriel Fauré et Jean-Michel Nectoux (éd.), Correspondance, Paris, Flammarion, coll. « Harmoniques – Écrits de musiciens », 1980, 363 p. (ISBN 2080642596, OCLC 7279293)
- Jean-Michel Nectoux (éd.) (trad. Françoise Burgun et Marina Cheptiski), Serge Diaghilev : l'art, la musique et la danse : lettres, écrits, entretiens, Paris, Centre national de la danse / Institut national d'histoire de l'art / Vrin, coll. « Musicologies », 2013, 539 p. (ISBN 2914124465, OCLC 862888418)
- Gabriel Fauré, Correspondance suivie de Lettres à Madame H. : recueillies, présentées et annotées par Jean-Michel Nectoux, Paris, Fayard, 2015, 914 p. (ISBN 978-2-213-68708-7, BNF 44438560)